# Detroit Express
Los Detroit Express fueron un equipo de fútbol de los Estados Unidos que jugaron en la North American Soccer League (NASL), la segunda liga de fútbol más importante del país entre 1978 a 1980. 
Fue fundado en el año 1978 en la ciudad de Detroit y en su corta existencia nunca ganó nada y fue más recordado por los jugadores que integraron el equipo y las marcas individuales que impusieron. En la temporada 1980-81, el equipo se mudó a Washington D. C. y cambiaron de nombre por el de Washington Diplomats, pero la North American Soccer League colapsó y desapareció en 1984 junto con el equipo.
A nivel internacional participó en 1 torneo continental, en la Copa de Campeones de la Concacaf del año 1983, el cual abandonó antes de jugar la serie de Primera Ronda ante el Independiente de El Salvador.

## Participación en competiciones de la Concacaf
- Copa de Campeones de la Concacaf: 1 aparición

1983 - abandonó en la Primera Ronda

## Jugadores destacados
| - Trevor Francis (1978–79) - Mark Hateley (1980) - Mick Leach (1978) - Graham Oates (1978–80) - Roger Osborne (1979) - Steve Seargeant (1978–80) - Roy Sinclair (1978) - Brian Tinnion (1978–80) | - Jim Hagan (1980) - Tony Dunne (1979) - Alan Brazil (1978) - Jim Brown (1979–80) - Eddie Colquhoun (1978–80) - Jim Holton (1980) - Ted MacDougall (1979) - Angus Moffatt (1978–80) - Steve David (1978) |